# Астурійський вугільний басейн
Астурійський вугільний басейн — найбільший вугільний басейн Іспанії.
Площа 3000 км², запаси 1215 млн т; 75 пластів.
Потужність пластів 0,6…2,5 м.
Розташований на півночі Іспанії, в провінції Ов'єдо (область Астурія), на північному схилі Кантабрійських гір. Виходи вугленосної товщі кам'яновугільного періоду на поверхню і зона його неглибокого залягання займають площу близько 3 тис. км 2. Загальні геологічні запаси близько 3 млрд т. Найбільш вивчено родовище Пісуерга, в південно-східній частині басейну, у районі Гуардо — Барруело. Вугілля представлені всіма марками, від антрацитів до довгополум'яних. У центральній частині басейну зосереджені великі шахти з видобутку коксівного вугілля, в інших районах видобуток ведеться переважно дрібними шахтами. У межах Астурійського вугільного басейну розміщуються підприємства коксової і вуглехімічної промисловості, а також металургійні. Видобуток вугілля складав 7-8 млн т на рік у 1970-ті, а наприкінці XX століття знизився до 3,5 млн т на рік.
У жовтні 2018 року уряд Санчеса та профспілки Іспанії уклали угоду про закриття десяти іспанських вугільних шахт наприкінці 2018 року. Уряд попередньо зобов'язався витратити 250 мільйонів євро на оплату дострокового виходу на пенсію, професійну перепідготовку та структурні зміни. У 2018 році близько 2,3 відсотків електричної енергії, виробленої в Іспанії, виробляли на вугільних електростанціях.